# Margaret Heitland
Margaret Heitland, née Bateson le 27 février 1860 à Cambridge et morte le 31 mai 1938 dans la même ville, est une journaliste britannique, engagée en faveur du droit de vote des femmes.

## Biographie
Elle est la fille de William Henry Bateson, principal de St John's College à Cambridge et d'Anna Aikin. Elle a trois sœurs et deux frères, notamment l'historienne, Mary Bateson et le généticien William Bateson. Elle est la tante de l'anthropologue Gregory Bateson. En 1901, elle épouse William Emerton Heitland (en), enseignant et fellow de St John's College.
Elle fait ses études à Highfield School à Hendon et à Heidelberg, en Allemagne. Sa connaissance de l'allemand lui permet ultérieurement de préparer des étudiants de Cambridge lors de leurs examens. Elle devient secrétaire adjointe de la Cambridge Women's Suffrage Association, fondée en 1884 par sa mère, Anna Aikin et Millicent Fawcett, responsable du National Union of Women's Suffrage Societies et tenante d'un suffragisme plus modéré que le Women's Social and Political Union d'Emmeline Pankhurst. 
Margaret Heitland s'installe à Londres en 1886, et commence une carrière de journaliste. Elle travaille pour le magazine The Queen en 1888 et crée pour ce magazine une rubrique pour l'emploi des femmes, qu'elle tient jusqu'en 1914 et dont elle fait une tribune pour soutenir les nouvelles perspectives professionnelles des femmes des classes moyennes,. En 1888, elle organise une campagne de réunions en faveur du suffrage des femmes, et en 1895, elle publie ses chroniques dans un ouvrage intitulé Professional Women upon their Professions, et notamment 25 entretiens réalisés avec des femmes. Dans la préface à son ouvrage, elle regrette que les femmes n'aient souvent le choix qu'entre deux extrêmes, une obscure vie domestique ou l'excellence dans le domaine des arts et lettres. 
Elle se réinstalle à Cambridge en 1901, après son mariage avec William Emerton Heitland, professeur à l'université, et reprend ses activités féministes dans cette ville. Elle préside l'association suffragiste de Cambridge de 1905 à 1918. Elle est membre du comité exécutif de la National Union of Women's Suffrage Societies et vice-présidente du bureau central pour l'emploi des femmes. En 1912, elle a écrit une lettre à Maud Arncliffe Sennett, dans laquelle elle exprime l'avis qu'aussi bien les hommes que les femmes devraient avoir la possibilité de vivre dans de meilleures conditions. En 1920, elle devient membre du comité permanent de la branche de la National Union of Societies for Equal Citizenship de Cambridge, qui revendique l'égalité civique des hommes et des femmes.
Durant la Première Guerre, elle est nommée responsable du comité d'accueil de la ville et doit créer les conditions d'accueil de 250 réfugiés belges, en lien avec l'université et le comté. Elle est l'une des fondatrices de la Cambridge and District Women Citizens, société destinée à susciter chez les femmes l'esprit communautaire et à lutter contre les inégalités, dont elle est la première présidente.
Son mari meurt en 1935, elle meurt à son tour, en 1938, à son domicile de Cambridge. Elle est enterrée le 3 juin au cimetière Ascension Parish Burial Ground (en), Cambridge, aux côtés de son mari. Elle désigne dans son testament Newnham College comme son légataire résiduaire.